# Stara Synagoga w Biłgoraju
Stara Synagoga w Biłgoraju – pierwsza synagoga znajdująca się w Biłgoraju przy dzisiejszym skrzyżowaniu ul. Lubelskiej z Nadstawną.
Synagoga została zbudowana w 1728 roku. W latach 70. XIX wieku została rozebrana i na jej miejscu wzniesiono nową, murowaną synagogę, której budowę ukończono w 1875 roku.